# Tingvalla, Trollhättan

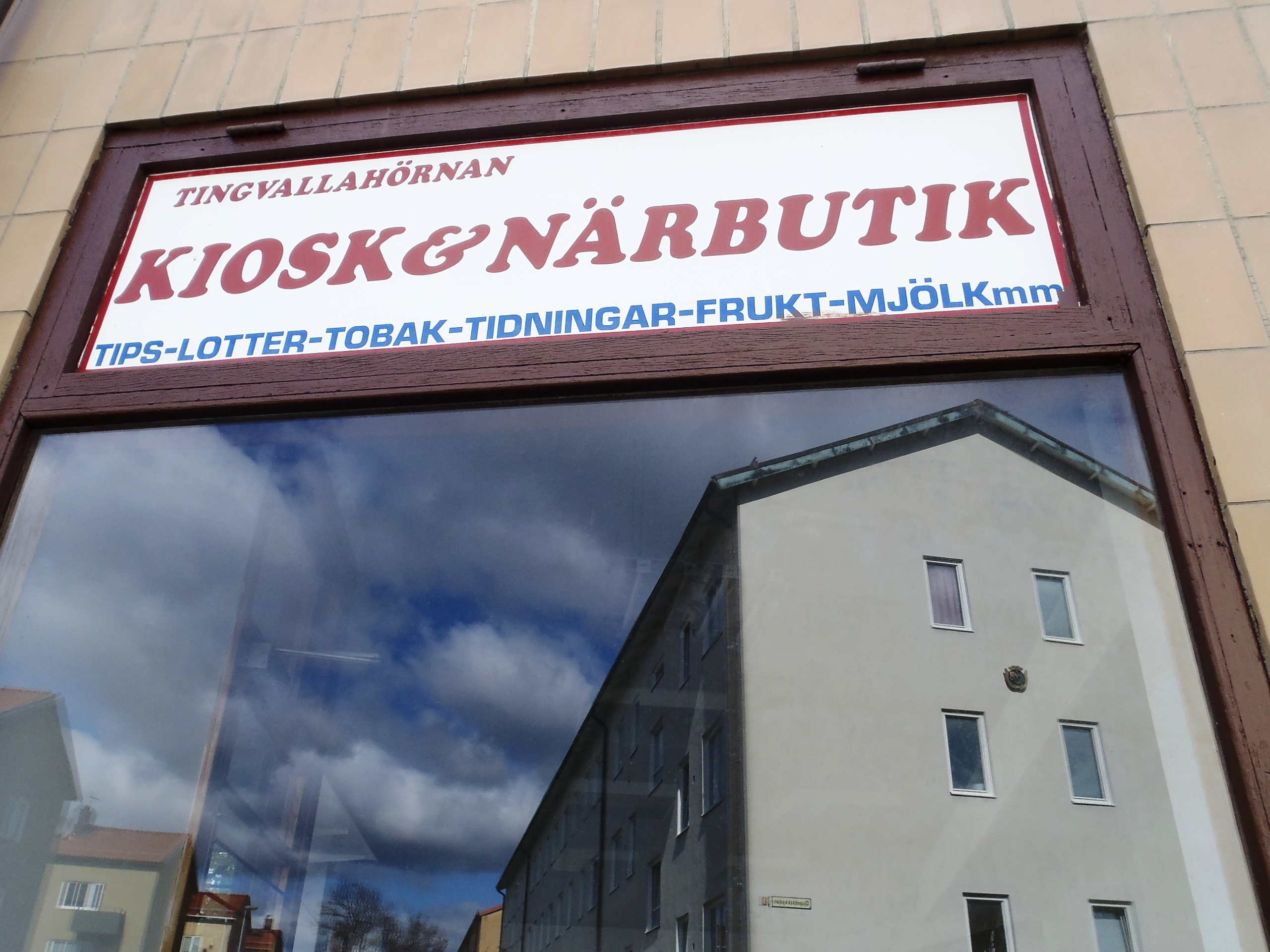
Tingvalla

Tingvalla är en stadsdel med 1 300 invånare i de centrala delarna av Trollhättan.
Den består dels av ett funkispräglat bostadsområde med flerfamiljshus och tvåvåningsvillor från främst 1940-talet, dels av ett småindustriområde, dels av ett område med både äldre och nyare institutioner, främst Högskolan Väst.
Inom stadsdelen ligger också Trollhättans station samt dess enda landshövdingehus, kvarteret Järven 5 vid Tingvallaplan, ritat av Johan Jarlén och  uppfört 1917. Det var då ett så kallat barnrikehus med enrumslägenheter.